# Gipf-Oberfrick
Gipf-Oberfrick es una comuna suiza del cantón de Argovia, situada en el distrito de Laufenburgo. Limita al norte y noreste con la comuna de Frick, al sureste con Ueken y Herznach, al sur con Wölflinswil y Wittnau, y al oeste con Wegenstetten y Schupfart.